# Tja (Einheit)
Tja war ein koreanisches Längenmaß und galt als Fußmaß. Je nach Region schwankte der Wert zwischen 37 und 52 Zentimeter. Nach Kahnt, Knorr rechnete man mit 52 Zentimeter.
- 1 Tja = 10 Tchi (Zoll) = 100 Hpun (Linien)